# 陳望曾

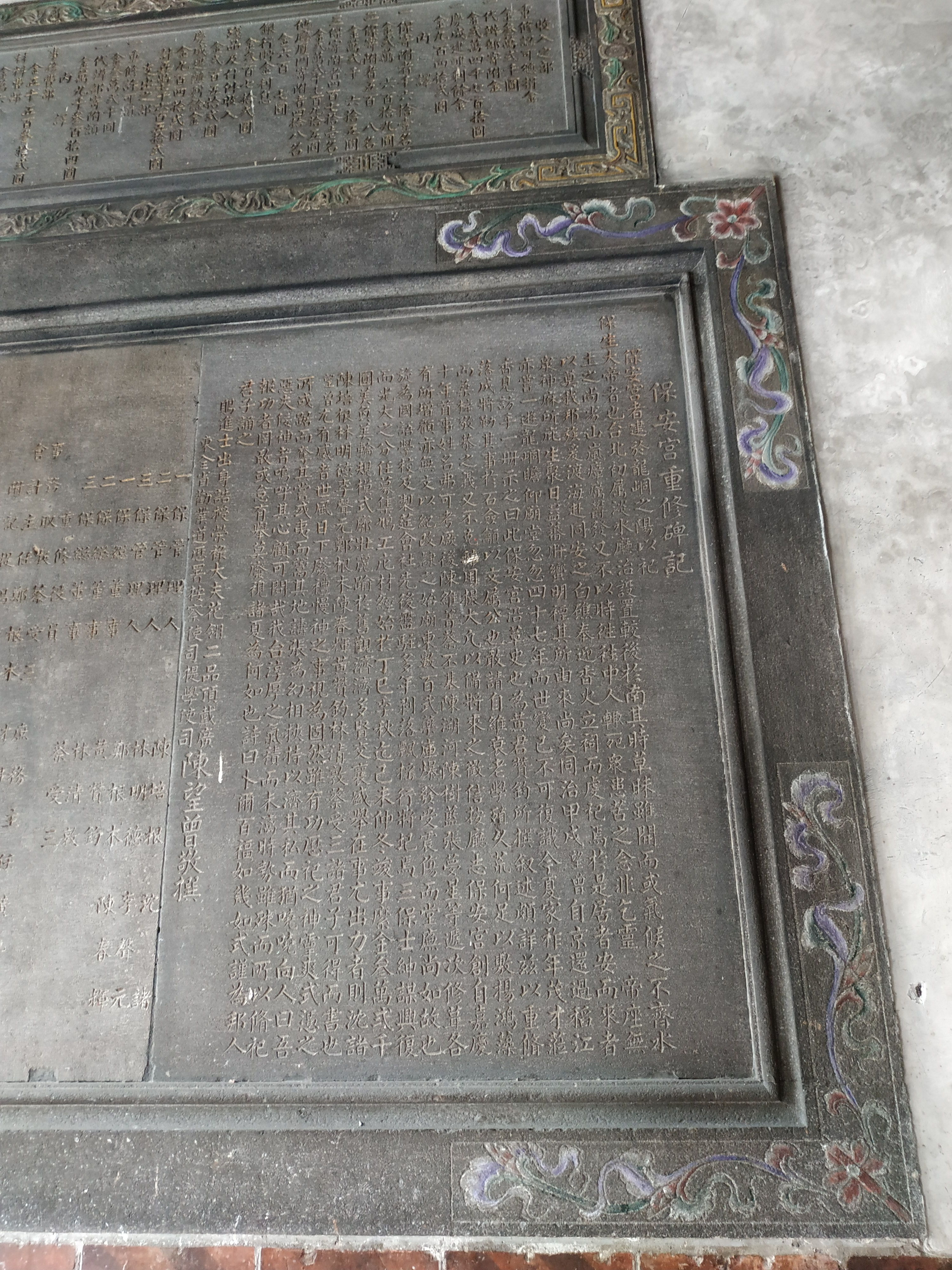
陳望曾所寫的〈保安宮重修碑記〉

陳望曾（1853年—1929年），字省三，號魯邨。祖籍福建漳浦，台灣台南人，清代官員。

## 生平
陳望曾的祖先曾於噶瑪蘭廳（今宜蘭縣平原地區）做生意，之後遷居台南府。年少時在府試中名列前茅，16歲即入泮。同治九年（1870年）以18歲之齡中舉，同治十三年（1874年）考中進士，授內閣中書，後擔任廣東韶州、雷州府知府。清朝割讓福建台灣省後，攜帶家眷內渡。光緒二十五年（1899年）擔任廣州府知府，進而接任提調廣東海防兼善後總局，管理全廣東軍需。光緒三十四年（1908年）擔任廣東勸業道，任內曾創建敏土（水泥）工廠；辦理電力、自來水公司；設立農業試驗場、工藝工廠、蠶業學校；提倡開闢北江煤礦，貢獻地方。之後調任廣東按察使、提學使等職，賞頭品頂戴，三代一品封典。其在國民革命爆發時秘密資助國民黨，辛亥革命過後隱居香港，1929年逝世，享年77歲。